# Martine Kamphuis
Martine Kamphuis (1963) is een Nederlands schrijfster. 
Kamphuis studeerde geneeskunde en is werkzaam als psychiater. Ze publiceerde onder andere enkele artikelen met betrekking tot haar vakgebied. In 2006 verscheen haar debuut, de psychologische thriller Vrij. In 2007 bracht Uitgeverij Averbode haar eerste kinderboek uit in de reeks van Vlaamse Filmpjes. 
Kamphuis heeft drie zoons, die als proeflezers fungeren voor haar jeugdboeken. Ze won tweemaal de John Flandersprijs. De vertaalrechten van een aantal van haar boeken werden verkocht aan de Duitse uitgever Droemer Knaur.